# Colosenses 2

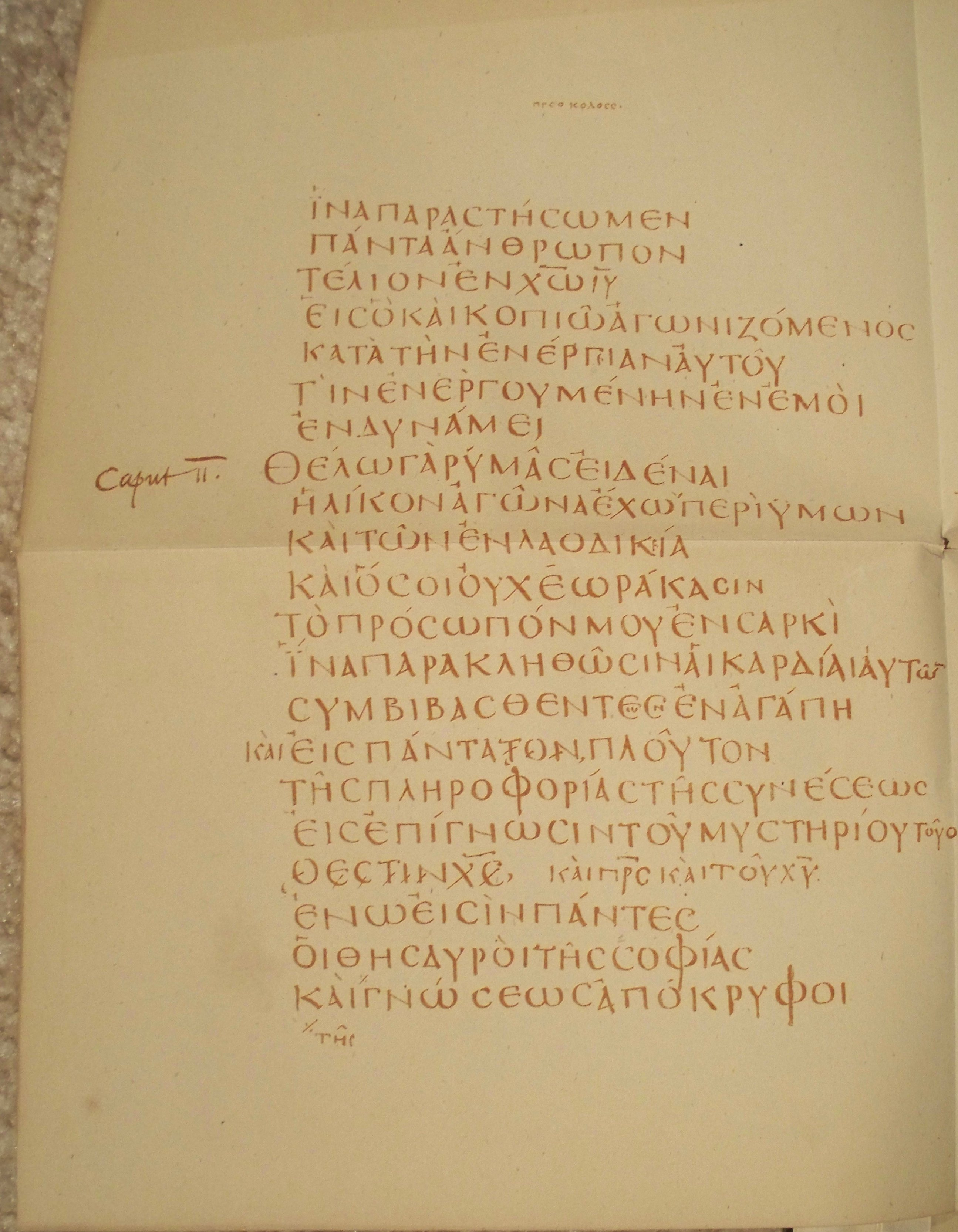
Página que contiene la Epístola a los Colosenses 1:28-2:3 en el Códice Claromontano que se cree fue creado en el año 550 d.C.

 Colosenses 2 es el segundo capítulo de la Epístola a los Colosenses es el duodécimo libro del Nuevo Testamento de la Biblia cristiana. Fue escrito, según el texto, por Pablo el Apóstol y Timoteo, y dirigido a la iglesia en Colosas, una pequeña ciudad de Frigia cerca de Laodicea y aproximadamente a 100 millas (160,9 km) de Éfeso en Asia Menor. 

## Texto
- La carta original fue escrita en griego koiné y dirigida a la iglesia de la ciudad de Colosas.
- Algunos de los manuscritos más antiguos que contienen copias de este capítulo incluyen
  - Papiro 46 (se cree que fue realizado alrededor del año 200 d. C.)
  - Códice Vaticano (escrito ~325-350 d. C.)
  - Códice Sinaítico (~330-360 M)
  - Códice Alejandrino (~400-440 M)
  - Codex Ephraemi Rescriptus (~450 d. C.; conserva los versículos 3-29)
  - Codex Freerianus (~450 d. C.; se conservan los versículos 1-4, 10-12, 20-22, 27-29)
  - Códice Claromontano (~550 M)
  - Códice Coisliniano (~550 d. C.)
- Este capítulo está dividido en 23 versículos.
- Contiene una solicitud por los fieles, firmeza en la fe recibida así como una vigilancia ante las herejías y una  reprensión del falso ascetismo.

## Estructura
División del capítulo:
- Colosenses 2:1-5 {{{2}}} = Solicitud por los fieles.
- Colosenses 2:6-15 {{{2}}} = Vigilancia de las herejías.
- Colosenses 2:16-23 {{{2}}} = Reprensión del falso ascetismo.

## Versículos 1-5
1-Así pues, quiero que sepáis qué dura lucha sostengo por vosotros, y por los de Laodicea, y por cuantos no me han visto personalmente, 
2-para que sean consolados sus corazones, unidos en la caridad, y alcancen en toda su riqueza la perfecta inteligencia y conocimiento del misterio de Dios, de Cristo, 
3-en quien están escondidos todos los tesoros de la sabiduría y de la ciencia. 
4-Digo esto para que nadie os engañe con discursos capciosos; 
5-porque aunque corporalmente estoy ausente, en espíritu estoy con vosotros, y me alegro al ver vuestra buena disposición y la firmeza de vuestra fe en Cristo.

### Comentarios a los versículos 1-5
Pablo resalta que Cristo es la manifestación completa del «misterio» de Dios, es decir, del plan divino orientado a la salvación de la humanidad. Ante las enseñanzas nuevas y atractivas que podrían desviar la atención de los fieles, Pablo anima a profundizar en el Evangelio que ya han recibido. En Cristo reside una riqueza infinita de sabiduría y conocimiento (v. 3), y por ello, la contemplación de su vida, acciones y enseñanzas se convierte en una fuente inagotable de sustento para la vida espiritual y el crecimiento interior de los creyentes.

Hay mucho que ahondar en Cristo, porque es como una abundante mina con muchas vetas de tesoros, que, por más que ahonden, nunca les hallan fin ni término, antes van en cada veta hallando nuevas venas de riquezas acá y allá.

## Versículos 6-15
6-Por tanto, así como habéis recibido a Cristo Jesús, el Señor, vivid en él, 
7-enraizados y edificados sobre él, permaneciendo fuertes en la fe, tal como aprendisteis, y manifestando generosamente vuestro agradecimiento. 
8-Vigilad para que nadie os seduzca por medio de vanas filosofías y falacias, fundadas en la tradición de los hombres y en los elementos del mundo, pero no en Cristo.
...
13-Y a vosotros, que estabais muertos por los delitos y por la falta de circuncisión de vuestra carne, os vivificó con él, y perdonó gratuitamente todos nuestros delitos, 
14-al borrar el pliego de cargos que nos era adverso, y que canceló clavándolo en la cruz. 
15-Habiendo despojado a los principados y potestades, los exhibió en público llevándolos en su cortejo triunfal.

### Comentario a los versículs 6-15
Se destaca la coherencia que exige la fe en el misterio de la Encarnación, del cual se deriva el dominio universal de Cristo sobre la creación. Frente a quienes, a través de elaborados ritos iniciáticos, aspiraban a alcanzar la plenitud divina por medio de la gnosis, la Escritura subraya que en Cristo habita corporalmente toda la plenitud de la divinidad (v. 9). Esta expresión no solo tiene un carácter polémico, sino que encierra un profundo significado teológico.

Quiere decir —explica San Juan de Ávila— que [la divinidad] no mora solamente en Él por vía de gracia, como en los santos —hombres y ángeles—, mas por otra manera de mayor tomo y valor, que es por vía de la unión personal» (Audi, filia 84). La doctrina cristiana explicará con claridad que en Jesucristo hay dos naturalezas, la divina y la humana, unidas en una sola persona que es divina. Esta unión en la persona (unión hipostática) no impide que cada naturaleza siga manteniendo sus características propias en plenitud, pues como definió San León Magno «ni el Verbo ha sido cambiado en carne, ni la carne en Verbo, sino que uno y otros permanecen en una unidad» 

Así como en el Antiguo Testamento la circuncisión marcaba la integración del israelita al pueblo de Dios, el Bautismo es el sacramento que incorpora al cristiano a la Iglesia (cf. vv. 11-12). Utilizando una imagen similar a la de Romanos 6,4, se describe el Bautismo como un entierro, simbolizando la «muerte al pecado», y al mismo tiempo, como una «resurrección a una vida renovada en gracia». Por medio de este sacramento, participamos de la muerte y sepultura de Cristo para, de igual manera, resucitar junto a Él a una vida nueva.

Cristo significó con su resurrección nuestra nueva vida, que renacía de la antigua muerte, por la cual estábamos sumergidos en el pecado. Esto es lo que realiza en nosotros el gran sacramento del bautismo: que todos los que reciben esta gracia mueran al pecado (…) y que renazcan a la nueva vida.

Cristo, al ser Dios y Hombre, es el único mediador entre la humanidad y Dios. Su misión principal es restablecer la relación entre los hombres y Dios mediante el perdón de los pecados y la entrega de la gracia, que permite participar en la vida divina. El versículo 14 explica cómo alcanzó este objetivo: mediante su muerte en la cruz. Con este sacrificio, Cristo liberó a todos los que estaban sujetos al pecado y a la Ley. La Ley mosaica, sobrecargada por los numerosos preceptos impuestos por los escribas y fariseos, se convertía en un documento acusatorio que imponía cargas pesadas sin ofrecer la gracia necesaria para soportarlas. De manera expresiva, se dice que este documento fue eliminado y clavado en la cruz, simbolizando su abolición definitiva.

Vino a nosotros el Rey para cancelar nuestras facturas y escribió en su nombre otra factura para hacerse nuestro deudor. 

## Versículos 16-23
16-Así pues, que nadie os critique por la comida o bebida o por cuestión de fiestas, novilunios o sábados, 
17-que son una sombra de lo que tenía que venir, a saber, la realidad del cuerpo de Cristo.
...
21-¡No toques, no pruebes, ni siquiera mires!» 
22-Todo eso acaba en la corrupción a base de usarlo según los preceptos y enseñanzas de los hombres. 
23-Tales cosas tienen una apariencia de sabiduría por su religiosidad afectada, su aparente humildad y su rigor con el cuerpo, pero no valen sino para la satisfacción de la carne.

### Comentario a los versículos 16-23
Los novilunios, o días de luna nueva, eran festividades judías celebradas desde tiempos antiguos (cf. Lv 23,24). El sábado, fiesta semanal de los hebreos, estaba consagrado al Señor, quien lo santificó y lo destinó al descanso (Ex 20,11). El Antiguo Testamento establecía estrictas normas sobre la abstinencia de ciertos alimentos y bebidas (cf. Lv 10,9; 11,1-47; Nm 6,3) y regulaba las celebraciones en honor a Dios (cf. Nm 28,1-26). Estos preceptos servían como preparación para acercar a los hombres a lo divino, pero no deben absolutizarse a la luz de la plenitud de la Revelación en Jesucristo. Al recibir el Bautismo, los creyentes mueren con Cristo a los elementos del mundo, quedando liberados de la servidumbre de la Ley y del pecado, para comenzar una nueva vida que el apóstol Pablo desarrollará en los capítulos siguientes.